# 德米特里烏斯·康格
德米特里烏斯·康格（英語：Demitrius Conger，1990年5月29日—）為美國男子籃球運動員，場上位置為小前鋒與得分後衛。

## 職業生涯
2021年8月16日，康格加盟土耳其籃球超級聯賽佩特金體育。12月28日，康格加盟BNXT聯賽奧斯坦德。
2022年12月15日，康格加盟T1聯盟新北中信特攻。12月17日，康格T1聯盟初登板出賽14分鐘，5投1中，拿下3分。
2023年2月21日，T1聯盟新北中信特攻宣布考量團隊陣型需求與康格達成離隊協議，康格替新北中信特攻出賽7場比賽，留下場均13.6分、7.1籃板、1.6次助攻。

## 外部連結
- 德米特里烏斯·康格的Instagram帳戶
- 德米特里烏斯·康格的X（前Twitter）
- 德米特里烏斯·康格在fiba.basketball（英语）
- 德米特里烏斯·康格在西班牙篮球甲级联赛官網（球員）（西班牙语）
- 德米特里烏斯·康格在TBLStat.net（英语）
- 德米特里烏斯·康格在Basketball-Reference.com（國際）（英语）
- 德米特里烏斯·康格在Sports-Reference.com（NCAA）（英语）
- 德米特里烏斯·康格在Eurobasket.com（球員）（英语）
- 德米特里烏斯·康格在Proballers（英语）
- 德米特里烏斯·康格在RealGM（英语）